# 羅迪 (新墨西哥州)
羅迪（英語：Rodey）是位於美國新墨西哥州唐娜安娜縣的普查規定居民點。

## 人口
根據2020年美國人口普查的數據，羅迪的面積為1.45平方千米，皆為陸地。當地共有人口337人，而人口密度為每平方千米232.41人。